# Wood Mountain Post Provincial Park
Wood Mountain Post Provincial Park är en park i Kanada.   Den ligger i provinsen Saskatchewan, i den södra delen av landet, 2 300 km väster om huvudstaden Ottawa. Wood Mountain Post Provincial Park ligger 873 meter över havet.
Terrängen runt Wood Mountain Post Provincial Park är lite kuperad. Trakten runt Wood Mountain Post Provincial Park är nära nog obefolkad, med mindre än två invånare per kvadratkilometer..
Trakten runt Wood Mountain Post Provincial Park består till största delen av jordbruksmark.